# دیه‌گو فراری
دیه‌گو فراری (ایتالیایی: Diego Ferrari؛ زادهٔ ۱۷ نوامبر ۱۹۷۰) دوچرخه‌سوار اهل ایتالیا است. وی در مسابقات جیرو دیتالیا شرکت کرده است.